# جيمي لوتون
جيمي لوتون (بالإنجليزية: Jimmy Lawton)‏ هو لاعب كرة قدم بريطاني في مركز الهجوم، ولد في 6 يوليو 1942 في ميدلزبرة في المملكة المتحدة. لعب مع دارلينجتون إف سى وسويندون تاون ونادي ميدلزبره ونادي واتفورد.